# Swartzia leptopetala
Swartzia leptopetala är en ärtväxtart som beskrevs av George Bentham. Swartzia leptopetala ingår i släktet Swartzia och familjen ärtväxter. Inga underarter finns listade i Catalogue of Life.